# Nikos Vergitses
Nijos Vergitses (en grec Νίκος Βεργίτσης) (1947) és un director de cinema, guionista, director d'art, productor grec i el primer creador d'una sèrie de dibuixos animats grega, anomenada Pandóra kai Platónas el 1998.

## Biografia
Va néixer l'any 1947 a Atenes. Va estudiar Cinema i Sociologia a la Universitat París 8. Vincennes - Saint-Denis i va assistir a cursos d'Animació a la Cambra de Comerç i Indústria de París. El 1989 va començar a produir pel·lícules d'animació.
El 1993 va fundar ARTOON amb Giorgos Nikoloulias, amb l'objectiu exclusiu de produir dibuixos animats. A més de desenes d'anuncis, van produir 5 sèries infantils per l'El·linikí Radiofonia Tileórasi i la primera sèrie d'animació grega.
Ha escrit desenes de guions i llibres infantils basats en els personatges i dissenys d'Artoon. Com ara Pandóra kai Platónas, Óly & Pía, Aísopos, Iraklís, E-Toons.

## Filmografia

### Pel·lícules
- Istoríes mias keríthras (Històries del rusc1980)- Premiat al Festival Internacional de Cinema de Tessalònica (1981, Premi de la Crítica, Premi Especial de Guió i Direcció).
- Revens (1983)-Premi al Festival de Tessalònica 1983. Premis: Millor pel·lícula, director, muntatge, millor actriu, millor actor i premi de la crítica. Premis estatals: Millor pel·lícula, direcció, muntatge, millor actriu, música. Festival de Canes 1984 – Quinzena de Directors
- O Arkhàngelos tou Páthous (L'arcàngel de la passió 1986) - Premiat al Festival de Tessalònica de 1986, amb els premis: Direcció, Muntatge, Segon paper femení, Música. Premis estatals: direcció, muntatge, millor actor, música. Premi "Europa", Rímini, Itàlia, 1987 i Festival de Cinema de Barcelona (1987)

### Documentals
- "Dokos, 2400-2200 aC. To arkhaiótero gnostó navágio ston kósmo (El naufragi més antic conegut del món, 1996)-Documental (52') 35 mm. Premiat a la 1a Trobada Internacional de Cinema d'Arqueologia a la Mediterrània, 1996 - Premi a la Millor Fotografia i al 8è Festival Internacional de Cinema Arqueològic de Roveretto, Itàlia, 1997 - Premi del Públic

### Animació
- Pandóra kai Plátonas, ta Fraoulópoula (Pandora & Plato, els ocells maduixa 2000)-1a temporada: 13 capítols de mitja hora.
- Platonas kai Pandora: Ta magika dakrya (2013) Temporada 2: 13 capítols de mitja hora + 1 especial de televisió La desaparició del Pare Noel

## Εnllaços externs
- Βιογραφία[Enllaç no actiu] στο "ΑΘΗΝΑ"
- www.artoon.gr